# Hüsamlar, Milas
Hüsamlar là một xã thuộc huyện Milas, tỉnh Muğla, Thổ Nhĩ Kỳ. Dân số thời điểm năm 2011 là 96 người.